# Stanislaw Jurjewitsch Donez
Stanislaw Jurjewitsch Donez (russisch Станислав Юрьевич Донец, engl. Transliteration Stanislav Donets, * 7. Juli 1983 in Dimitrowgrad) ist ein russischer Schwimmer.

## Werdegang
Donez favorisiert die Rückendistanzen auf der Kurzbahn und hat auch dort seine größten Erfolge gefeiert.
Sein größter Erfolg war der Gewinn des Kurzbahneuropameistertitels 2007 in Debrecen über die 100 m Rücken. Bei denselben Europameisterschaften wurde er noch Vizeeuropameister über die 200 m Rücken und mit der russischen 4 × 50-m-Lagenstaffel.
Ein Jahr später, bei den Schwimmeuropameisterschaften 2008 in Eindhoven kam er zwar über die 100 und 200 m Rücken ins Finale, konnte aber dort nur den achten und letzten Platz erreichen.
Nur wenige Wochen später, bei den Kurzbahnweltmeisterschaften 2008 in Manchester wurde er über die 100 und 200 m Rücken sensationell Dritter. Sein größter Triumph bei diesen Weltmeisterschaften war allerdings der Weltmeistertitel mit der russischen 4 × 100-m-Lagenstaffel. Gemeinsam mit Jewgeni Korotyschkin, Sergei Geibel und Alexander Suchorukow konnte er in neuer Weltrekordzeit gewinnen.

## Rekorde
| Weltrekorde (2)                                                   | Weltrekorde (2) | Weltrekorde (2)   | Weltrekorde (2) |
| ----------------------------------------------------------------- | --------------- | ----------------- | --------------- |
| 4 × 50 m Lagen (Kurzbahn) (mit Geibel, Korotyschkin und Fessikow) | 01:31,80 min    | 10. Dezember 2009 | Istanbul        |
| 4 × 100 m Lagen (Kurzbahn) (mit Geibel, Korotyschkin und Isotow)  | 03:19,16 min    | 20. Dezember 2009 | St. Petersburg  |
| Europarekorde (2)                                                 |                 |                   |                 |
| 50 m Rücken (Kurzbahn)                                            | 00:22,76 min    | 11. Dezember 2009 | Istanbul        |
| 100 m Rücken (Kurzbahn)                                           | 00:48,97 min    | 13. Dezember 2009 | Istanbul        |
| (Stand: 7. August 2010)                                           |                 |                   |                 |